# جاستین گدولد
جاستین گدولد (انگلیسی: Justin Geduld؛ زادهٔ ۱ اکتبر ۱۹۹۳) بازیکن راگبی ۱۵ نفره اهل آفریقای جنوبی است.
وی در مسابقات کشوری و بین‌المللی در مجموع برندهٔ ۱ مدال طلا، ۲ مدال برنز شده‌است.